# Stazione di Roma Prenestina
La stazione di Roma Prenestina è una stazione ferroviaria di Roma.

## Storia
La prima stazione di Roma Prenestina venne inaugurata nel 1887 insieme alla ferrovia Roma-Sulmona-Pescara. All'epoca della costruzione sorgeva in piena campagna e trovava come unica ragione di vita l'essere il bivio per la stazione Termini o quella di Portonaccio (oggi Roma Tiburtina).
L'attuale fabbricato viaggiatori fu costruito nel 1936-38 su progetto dell'ingegnere Paolo Perilli.
La nuova stazione, posta alla progressiva chilometrica 4+256, venne attivata il 21 aprile 1939; contemporaneamente cessò l'esercizio la vecchia stazione posta alla progressiva 3+592.
Negli anni sessanta la zona si è densamente urbanizzata, seguendo l'asse della via Prenestina. Tuttavia non venne creato un accesso diretto tra i nuovi quartieri e la stazione, che rimase collegata per mezzo di una strada secondaria a via di Portonaccio, rimanendo quindi, di fatto, isolata dalle abitazioni. Venne creata una strada che dalla via Prenestina avrebbe dovuto portare fino all'omonima stazione - portandone anche la toponomastica - ma il tratto finale non venne mai completato.
Nel 2006 la via della stazione Prenestina è stata finalmente completata ed è stato realizzato un parcheggio di fronte alla stazione, oltre all'istituzione della fermata delle linee bus in direzione Largo Preneste.

## Strutture e impianti

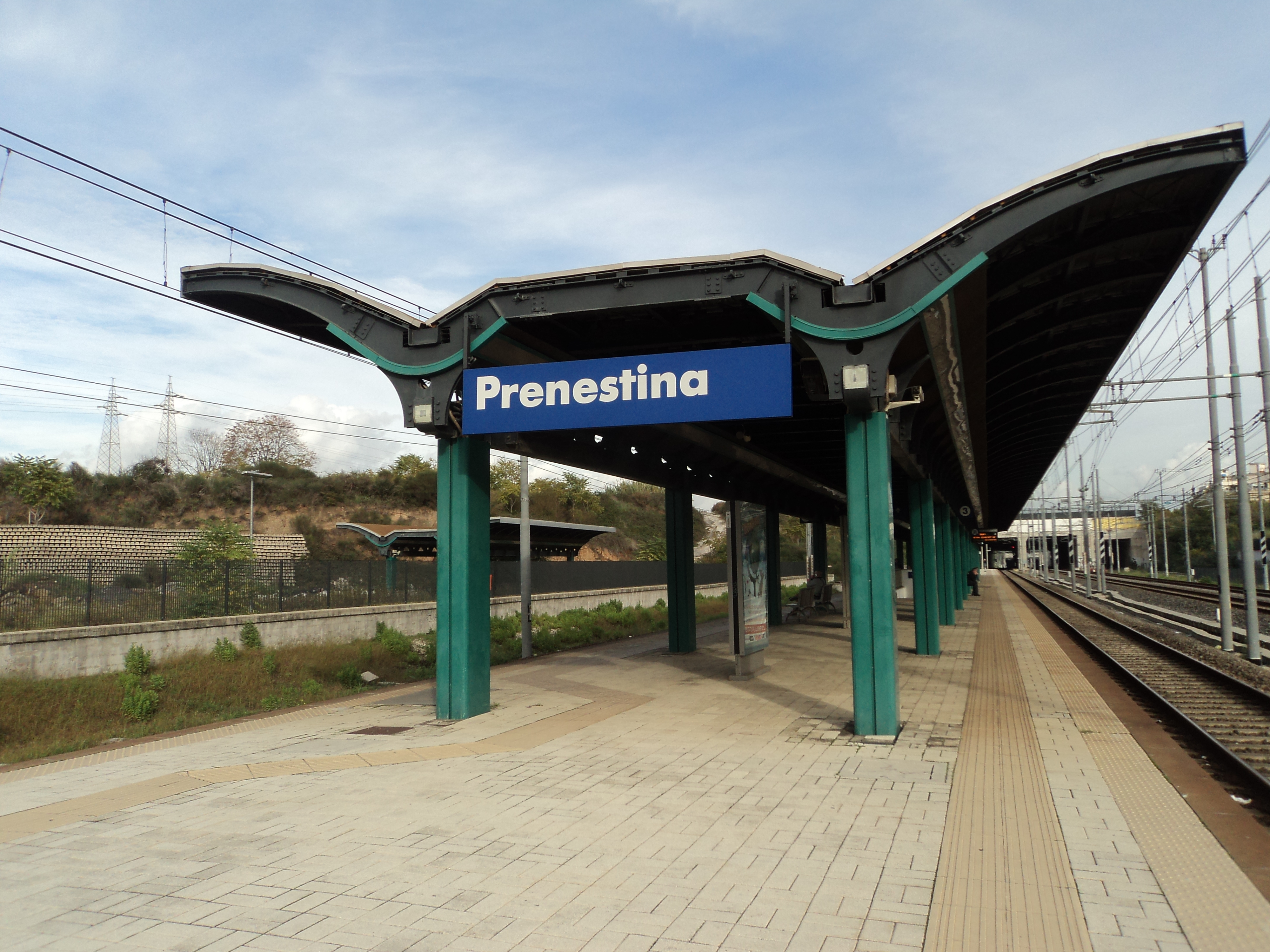
La banchina della stazione

La stazione rimane tuttora punto di bivio tra la linea Roma-Pescara e la linea Alta velocità-Alta Capacità Roma-Napoli. Prima dell'attivazione di quest'ultima, i treni della FL2 utilizzavano i primi 2 binari, poi in seguito vennero spostati ai binari 3 e 4, dove oggi sorge il nuovo marciapiede; è stato creato un sottopassaggio per l'attraversamento dei binari ed è stato montato un impianto ascensore per facilitare i portatori di handicap.

## Movimento
L'utenza è leggermente aumentata negli ultimi anni grazie all'attivazione del servizio FL2, ed ora è atteso un più cospicuo aumento vista la nuova strada di accesso e l'aumento dei treni in transito. Oggi la stazione è presenziata in quanto bivio.
Vi fermano tutti i regionali per Tivoli, Guidonia, Mandela e Avezzano ed un paio di treni per Pescara.
Occorrono 5 minuti per arrivare alla stazione di Roma Tiburtina e 7 minuti per arrivare alla stazione di Roma Termini.

## Monumenti e luoghi d'interesse nelle vicinanze
- Villa Gordiani, (al suo interno vi sono la Tor de' Schiavi, 2 cisterne romane, una basilica romana, il mausoleo dei Gordiani, un'aula absidata)
- Un colombario presso l'incrocio di Via Olevano Romano con Via Prenestina
- Il mausoleo di Largo Preneste
- Parco delle energie
- Parco del Torrione Prenestino

## Interscambi
- Fermata autobus ATAC
- Fermata tram (Prenestina/Telese, percorrendo Via Della Stazione Prenestina per circa 500 m, linee 5, 14 e 19)